# 경상북도립영일공공도서관
경상북도교육청 영일도서관은 대한민국 경상북도 포항시 북구 흥해읍 소재의 도서관이다.

## 연혁
- 1990년 11월 9일 개관.